# Сич бермудський
Сич бермудський (Aegolius gradyi) — вимерлий вид птахів родини совових (Strigidae). Мешкав на Бермудських островах. Він був описаний на основі викопних решток Сторсом Олсоном.

## Вимирання
Причина його вимирання невідома, але це могло бути пов'язано із зменшенням лісів з бермудського ялівця та бермудської пальми або з появою немісцевих хижаків і конкурентів після колонізації людини. Вперше описаний у 2012 році, він був оголошений вимерлим у 2014 році (хоча саме вимирання відбулося в 17 столітті). Рештки з печери Адміралів датуються віком приблизно 80 000 років тому. У 1623 році дослідник Джон Сміт зазначив, що колись на острові жили маленькі сови, але вони були винищені або мігрували.